# 陶謙
陶 謙（とう けん、陽嘉元年（132年） - 興平元年（194年））は、中国後漢末期の武将・政治家。字は恭祖。揚州丹陽郡の人。『後漢書』と『三国志』魏志に伝がある。子は陶商・陶応。妻は甘氏。

## 生涯

### 軍人として頭角を現す
幼い頃から好んで学問に励み、やがて太学に行った。地方に戻ると郡・州の役人となり、やがて茂才に推挙された。以後は、盧県県令に任命されたのを皮切りに、幽州刺史に昇進した。
中平2年（185年）、中央に召還され議郎となり、韓遂らを討伐するため張温の指揮下で涼州に派遣された。
徐州で黄巾党の残党が蜂起したため、徐州刺史に任命され、その討伐にあたった。

### 勢力の拡大
初平元年（190年）、董卓に反対する義兵が近隣の州郡で蜂起したが、陶謙は事態を徐州から静観した。
黄巾の残党が再び活発化すると、陶謙が孫堅に援軍を依頼したため、孫堅軍の朱治が援軍を率いてやって来たこともあったという。
董卓の死後、李傕・郭汜が長安の朝廷を牛耳るようになると、陶謙は朱儁に太師となることを勧め、諸侯同盟の復活を目論んだが、孔融・鄭玄など一部の太守や学者の賛同しか得られず、まもなく朱儁本人が長安の朝廷への帰順を決めたため、 陶謙の目論見は頓挫した。陶謙は間道を使って長安に貢物を送ったため、安東将軍・徐州牧に任命され、溧陽侯の爵位を得た。
関東の諸侯が互いに争う中で、陶謙の推挙した王朗が会稽太守に任命されるなど、陶謙は揚州にもその勢力圏を伸ばすようになった。
この頃の徐州は豊かな土地であり、流民が戦乱を避けて身を寄せるほどだったといわれる。
しかし、その中にあって陶謙は次第に道義へ背くようになり、感情に任せて行動するようになっていった。

### 曹操との敵対
袁紹・曹操と袁術・公孫瓚が争うようになると、陶謙は公孫瓚に呼応して発干に出陣し、袁紹を圧迫しようとしたが、曹操に打ち破られた（魏志「武帝紀」）。
初平4年（193年）、下邳郡の闕宣が勢力を振るうようになると、陶謙は闕宣と同盟して泰山郡の費県・華県において略奪を働いた。しかしやがて仲違いが起こったため、闕宣を殺害しその軍勢を吸収した。また、同時期に曹操の父の曹嵩が、陶謙の勢力圏内で殺害されるという事件が起きた。一説には陶謙が殺害したともいわれ、陶謙は兗州を治めていた曹操の仇敵となった。
同年秋、陶謙は曹操の侵攻により領内の十数城を奪われ、彭城での大戦や曹仁率いる別働隊と戦った傅陽戦を始め、取慮・睢陵・夏丘の各地で敗退した。陶謙は郯の地でようやく侵攻を押し留めたという。一方の曹操は兵糧を切らしたため撤退した。この一連の軍事行動の中で、曹操は各地で男女合わせ数十万人規模の住民を殺戮し、さらに犬や鶏まで残らず殺したため、泗水の流れが堰き止められるほどであったという。これによって、中央の戦乱からの避難民で豊かとなっていた徐州は、壊滅的な打撃を受けた。また、この頃陶謙の配下であった笮融が徐州の経済的中心である下邳・広陵・彭城をもって半ば自立をしたため、陶謙軍が苦境に立たされたとする見方もある。
この戦いでは、公孫瓚軍の田楷・劉備が陶謙側の援軍に来ていた。陶謙は劉備を引き留め、豫州刺史に推挙し小沛に駐屯させ、丹陽兵4,000人を与えるなど厚遇した。
興平元年（194年）、徐州に曹操が再侵攻した。五城が陥落させられ、さらに琅邪を越え東海まで攻め込まれた。郯の東に曹豹・劉備を駐屯させていたが、曹操は帰還途中に郯を通過した時、両者を撃破した。曹操は通過した地域で多数の者を虐殺したという。陶謙は、琅邪・東海の諸県を曹操が蹂躙していることに怖気付き、故郷の丹陽へ逃げ帰ろうとしたが、曹操の本拠地である兗州で、張邈・張超兄弟と陳宮らが呂布を引き入れ反乱を起こしたため、曹操軍が撤退することになり、危機を脱した。
しかし陶謙は病で重篤に陥り、糜竺に徐州を劉備に譲るよう遺言を託し、間もなく死去した。享年63。
二人の子は仕官しなかった。

## 評
陳寿の評
「あるべき規範を守らず、感情に任せて行動したので、司法と行政の連携が取れず、多くの善良な人々が害を被り、これらによって生じた乱れは時を追うごとに大きくなった」
「訳も分からないままに憂いの中で死んでいった」
「州郡に拠って立ったが、凡人でもここまで酷い事にはならなかっただろう。論じるに値しない」
韋昭『呉書』の評
「陶謙の性質は剛直で、世の規範を守って行動する人物だった」
「良い面構えをしている。将来必ずや大きな成功を収めるに違いない」（甘公）
「美徳と武勇と知性を兼ね備え、性質は剛直であり、その統治は恩愛をもって行われた」（張昭）

## 配下
| - 王朗 - 許耽 - 闕宣 - 呉範 - 笮融 | - 曹宏 - 臧覇 - 曹豹 - 趙昱 - 張闓 | - 陳登 - 糜竺 - 糜芳 - 劉備 - 呂由 |  |

## 演義での陶謙
『三国志演義』では、戦乱に喘ぐ徐州を自分の子ではなく劉備に譲ったことから思慮深い善人として描写されている。その一方、曹操の徐州侵攻を招いた曹嵩殺しについては、曹嵩の財産に目が眩んだ張闓の独断だったとする「呉書」の記述を採用しており、陶謙は被害者として描写されている。